# Scalarispongia
Scalarispongia é um gênero de esponja marinha da família Thorectidae.

## Espécies
- Scalarispongia aqabaensis Helmy, El Serehy, Mohamed & van Soest, 2004
- Scalarispongia cincta (Boury-Esnault, 1973)
- Scalarispongia incognita (Desqueyroux-Faúndez & van Soest, 1997)
- Scalarispongia linteiformis (Lamarck, 1814)
- Scalarispongia proficens (Pulitzer-Finali & Pronzato, 1980)
- Scalarispongia scalaris (Schmidt, 1862)
- Scalarispongia similis (Thiele, 1905)